# Platycaulis renifolia
Platycaulis es un género monotípico de musgos hepáticas perteneciente a la familia Geocalycaceae. Su única especie Platycaulis renifolia, es originaria de  Venezuela.

## Taxonomía
Platycaulis renifolia fue descrita por R.M.Schust.     y publicado en Phytologia 39: 245. 1978.